# Diócesis de Nelson
La diócesis de Nelson (en latín: Dioecesis Nelsonen(sis) y en inglés: Roman Catholic Diocese of Nelson) es una circunscripción eclesiástica latina de la Iglesia católica en Canadá, sufragánea de la arquidiócesis de Vancouver. La diócesis tiene al obispo Gregory John Bittman como su ordinario desde el 13 de febrero de 2018.

## Territorio y organización
La diócesis tiene 144 000 km² y extiende su jurisdicción sobre los fieles católicos de rito latino residentes en la parte sudoriental de la provincia de Columbia Británica.
La sede de la diócesis se encuentra en la ciudad de Nelson, en donde se halla la Catedral de María Inmaculada.
En 2019 en la diócesis existían 46 parroquias agrupadas en 4 decanatos: East Kootenay, West Kootenay, North Okanagan y South Okanagan.

## Historia
La diócesis fue erigida el 22 de febrero de 1936 con la bula Universorum christifidelium del papa Pío XI, obteniendo el territorio de la arquidiócesis de Vancouver.

## Estadísticas
De acuerdo al Anuario Pontificio 2020 la diócesis tenía a fines de 2019 un total de 102 500 fieles bautizados.
| Año                                                                             | Población            | Población | Población      | Sacerdotes | Sacerdotes    | Sacerdotes    | Bautizados por sacerdote | Diáconos permanentes | Religiosos | Religiosos | Parroquias |
| Año                                                                             | Bautizados católicos | Total     | % de católicos | Total      | Clero secular | Clero regular | Bautizados por sacerdote | Diáconos permanentes | Varones    | Mujeres    | Parroquias |
| ------------------------------------------------------------------------------- | -------------------- | --------- | -------------- | ---------- | ------------- | ------------- | ------------------------ | -------------------- | ---------- | ---------- | ---------- |
| 1950                                                                            | 17 035               | 122 067   | 14.0           | 43         | 25            | 18            | 396                      |                      | 19         | 84         | 26         |
| 1966                                                                            | 31 500               | 165 000   | 19.1           | 59         | 37            | 22            | 533                      |                      | 25         | 114        | 35         |
| 1968                                                                            | 38 031               | 196 913   | 19.3           | 52         | 32            | 20            | 731                      |                      | 23         | 82         | 33         |
| 1976                                                                            | 36 000               | 250 000   | 14.4           | 46         | 33            | 13            | 782                      |                      | 14         | 54         | 34         |
| 1980                                                                            | 37 557               | 215 000   | 17.5           | 47         | 31            | 16            | 799                      |                      | 16         | 56         | 36         |
| 1990                                                                            | 63 800               | 232 000   | 27.5           | 46         | 26            | 20            | 1386                     |                      | 20         | 57         | 31         |
| 1999                                                                            | 65 000               | 335 000   | 19.4           | 42         | 26            | 16            | 1547                     |                      | 16         | 27         | 30         |
| 2000                                                                            | 65 000               | 335 000   | 19.4           | 39         | 28            | 11            | 1666                     |                      | 11         | 24         | 31         |
| 2001                                                                            | 55 000               | 335 000   | 16.4           | 39         | 29            | 10            | 1410                     |                      | 10         | 22         | 31         |
| 2002                                                                            | 55 000               | 335 000   | 16.4           | 42         | 32            | 10            | 1309                     |                      | 12         | 18         | 31         |
| 2003                                                                            | 65 000               | 365 000   | 17.8           | 35         | 28            | 7             | 1857                     |                      | 8          | 20         | 31         |
| 2004                                                                            | 65 000               | 365 000   | 17.8           | 36         | 28            | 8             | 1805                     |                      | 8          | 19         | 31         |
| 2013                                                                            | 96 300               | 404 000   | 23.8           | 36         | 31            | 5             | 2675                     |                      | 5          | 12         | 32         |
| 2016                                                                            | 98 730               | 417 535   | 23.6           | 32         | 26            | 6             | 3085                     |                      | 6          | 6          | 40         |
| 2019                                                                            | 102 500              | 428 600   | 23.9           | 32         | 31            | 1             | 3203                     |                      | 1          | 4          | 46         |
| Fuente: Catholic-Hierarchy, que a su vez toma los datos del Anuario Pontificio. |                      |           |                |            |               |               |                          |                      |            |            |            |

## Episcopologio
- Martin Michael Johnson † (18 de julio de 1936-27 de noviembre de 1954 nombrado arzobispo coadjutor de Vancouver)
- Thomas Joseph McCarthy † (5 de mayo de 1955-9 de noviembre de 1958 nombrado obispo de Saint Catharines)
- Wilfrid Emmett Doyle † (9 de noviembre de 1958-6 de noviembre de 1989 retirado)
- Peter Joseph Mallon † (6 de noviembre de 1989-9 de junio de 1995 nombrado arzobispo de Regina)
- Eugene Jerome Cooney (15 de marzo de 1996-30 de noviembre de 2007 retirado)
- John Dennis Corriveau, O.F.M.Cap. (30 de noviembre de 2007-13 de febrero de 2018 retirado)
- Gregory John Bittman, desde el 13 de febrero de 2018